# 新竹科學園區
24°46′56″N 121°00′23″E / 24.7823005°N 121.0062859°E
新竹科學園區，簡稱竹科，舊稱新竹科學工業園區，是臺灣的第一座科學園區，所屬園區包含新竹竹科園區、苗栗竹南園區、苗栗銅鑼園區、新竹生醫園區、桃園龍潭園區以及宜蘭園區，官方劃設的園區範圍涵蓋臺灣新竹市東區、新竹縣寶山鄉與竹北市、桃園市龍潭區與平鎮區、苗栗縣銅鑼鄉及宜蘭縣宜蘭市，園區內廠商以積體電路產業為主，為全球半導體業的主要科技重鎮之一，亦有「台灣矽谷」之稱。
臺灣新竹科學園區成立至今有600家以上高科技業廠商進駐，主要產業包括有半導體業、電腦業、通訊業、光電業、精密機械業與生物科技業，是全球半導體製造業最密集的地方之一，目前已開發新竹園區約632公頃與竹南園區約141公頃，超過17萬人在園區工作(截至2022年11月)。經過多年開發，新竹科學園區逐漸成為北台灣的科技產業中心，並且按國家發展計畫擴大基地，目前擴充計畫包括桃園龍潭園區、苗栗銅鑼園區、新竹生物醫學園區以及宜蘭園區。亦由於其成功經驗，中華民國政府陸續在台灣中南部設立中科及南科。但這些產業伴隨著高污染的副產品，及其帶來的環保及健康問題為歐美國家所不能接受，因此法規及執法寬鬆的台灣成為最適合的設廠地點。新竹科學園區是世界積體電路製造的重鎮，也是台灣積體電路設計群聚地，積體電路產業之產值佔園區總產值達7成，創造了不少經濟及就業機會，如台積電和聯電等知名晶圓代工大廠以及聯發科、瑞昱、高通等知名IC設計大廠皆在此設置據點。

## 歷史

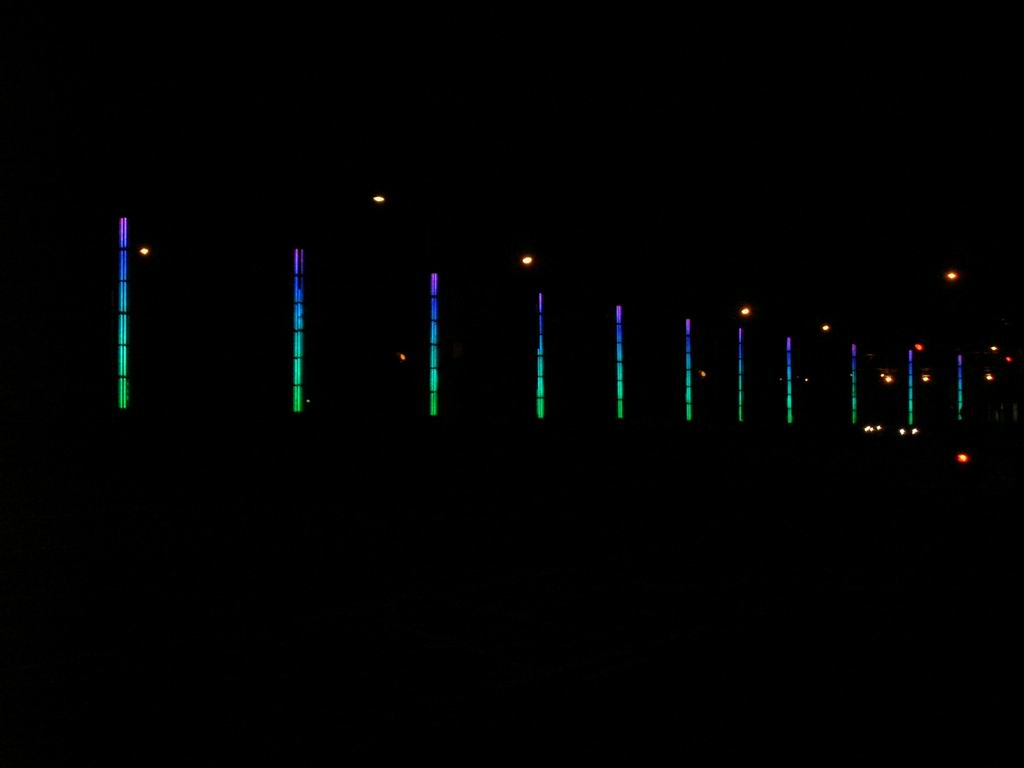
科學園區入口光柱

工研院技術引進、人才培育、衍生公司、育成中心、技術服務與技術移轉等不同方式協助業者立足在新竹科學園區，對台灣產業發展歷程具有舉足輕重的地位。
- 1977年10月底，工研院建立台灣首座4吋晶圓的積體電路示範工廠。
- 1979年1月10日，新竹市市區東郊金山面擴建動土成立以電子代工的科學工業園區（今新竹科學園區竹科園區）。
- 1980年12月15日，科學工業園區正式完工[11][12]，並同時成立「行政院國家科學委員會科學工業園區管理局」（今國家科學及技術委員會新竹科學園區管理局）[13]。
- 1986年，竹科園區啟用污水處理廠[14]以解決產生的廢水污染，另外環保局也持續在園區周圍檢測空氣。
- 1990年，桃園縣龍潭鄉的龍潭科技工業園區動工。
- 1997年7月，政府經評審選定位於新竹市南邊的苗栗縣竹南鎮與銅鑼鄉核定為新竹科學園區第四期擴建基地的竹南園區與銅鑼園區。
- 1999年7月，竹南園區動工。
- 2001年6月1日，行政院核定經建會推動新竹生物醫學園區推動原則，隔年改由國科會繼續推動。
- 2003年3月28日，新竹生物醫學園區正式成立。
- 2004年1月28日，行政院同意將龍潭科技工業園區納入為新竹科學工業園區擴建用地而成為龍潭園區。
- 2005年5月16日，行政院核定位於宜蘭縣宜蘭市設立宜蘭園區。
- 2007年2月8日，銅鑼園區動工。
- 2014年3月，園區更名為「新竹科學工業園區」。
- 2019年，再更名為「新竹科學園區」。

## 基地
新竹科學園區共有六個園區，總開發面積1,342公頃。

### 竹科園區
主要園區，距離新竹市區約五分鐘車程，公路交通以中山高速公路為主，距台北市70公里，到桃園國際機場車程約65分鐘，至新竹漁港需20分鐘車程、往北至基隆港、往南到臺中港分別約需兩小時車程，可經由中山高速公路新竹交流道及福爾摩沙高速公路寶山交流道直接進入園區，共650公頃。鄰近鐵路車站為台鐵新莊車站，可搭乘區間車至高鐵新竹站。除工廠之外，亦有銀行、會計師事務所、律師事務所、關務署以及國立新竹科學園區實驗高級中等學校等設施，提供了一系列完整的服務。

### 竹南園區
位於苗栗縣竹南鎮頂埔里，民國八十六年七月奉行政院核定為科學園區用地，於民國八十八年七月開始動工，土地面積159公頃以支援新竹科學園區發展，並已陸續引進生物科技、通訊、光電等高科技產業。竹科四期竹南基地在41家廠商（投資額1,366億元、員工近10,839人）進駐之後飽和，進行四期擴編計劃，總開發面積165.72公頃，先從竹南鎮大埔里公義路以東136公頃著手辦理都市計畫變更。

### 龍潭園區
位於桃園市龍潭區，現有「台積電」、「美國蘋果電腦」、「友達光電」、「明基材料」、「輔祥實業」、「晶元光電」、「合晶科技」、「同欣電子」、「艾克爾國際科技」、「台灣日鑛金屬」及「聯亞科技」營運中。未來本園區將建構為光電及太陽能上、中、下游產業創新聚落，帶動地方產業轉型，增進就業機會，繁榮地方經濟並吸引高科技人才至龍潭科學園區服務。

### 銅鑼園區

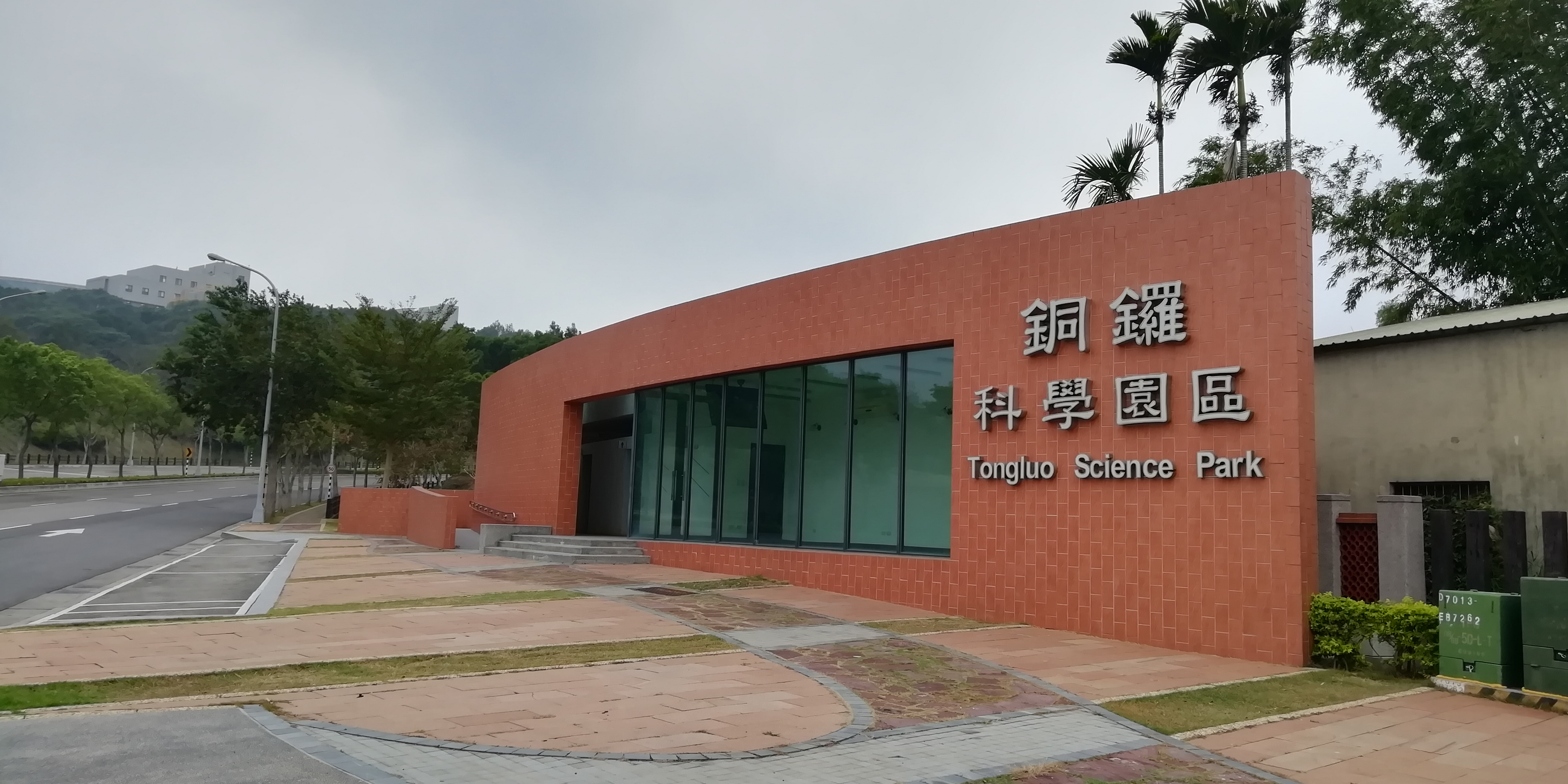
銅鑼科學園區

位於苗栗縣銅鑼鄉，可經由中山高速公路銅鑼交流道進入園區。於民國99年開始即有企業進駐，但園區基地景象仍顯冷清，加上園區開發工程持續，更讓地方不解，憂心園區土地閒置。2010年初在電池廠賸玖科技公司起租後，銅鑼園區的土地出租率已達百分之百。

### 宜蘭園區
位於宜蘭縣宜蘭市中山路以西、縣政特區以北、宜蘭運動公園以南，園區土地在日本時代曾經是宜蘭機場，目前有28家廠商。
目前有宇正精密科技、佩兒國際股份有限公司宜蘭分公司、海納微加工、宜鼎國際股份有限公司宜蘭分公司、台灣基康股份有限公司宜蘭分公司、和曜生技等二十餘家公司

### 新竹生醫園區

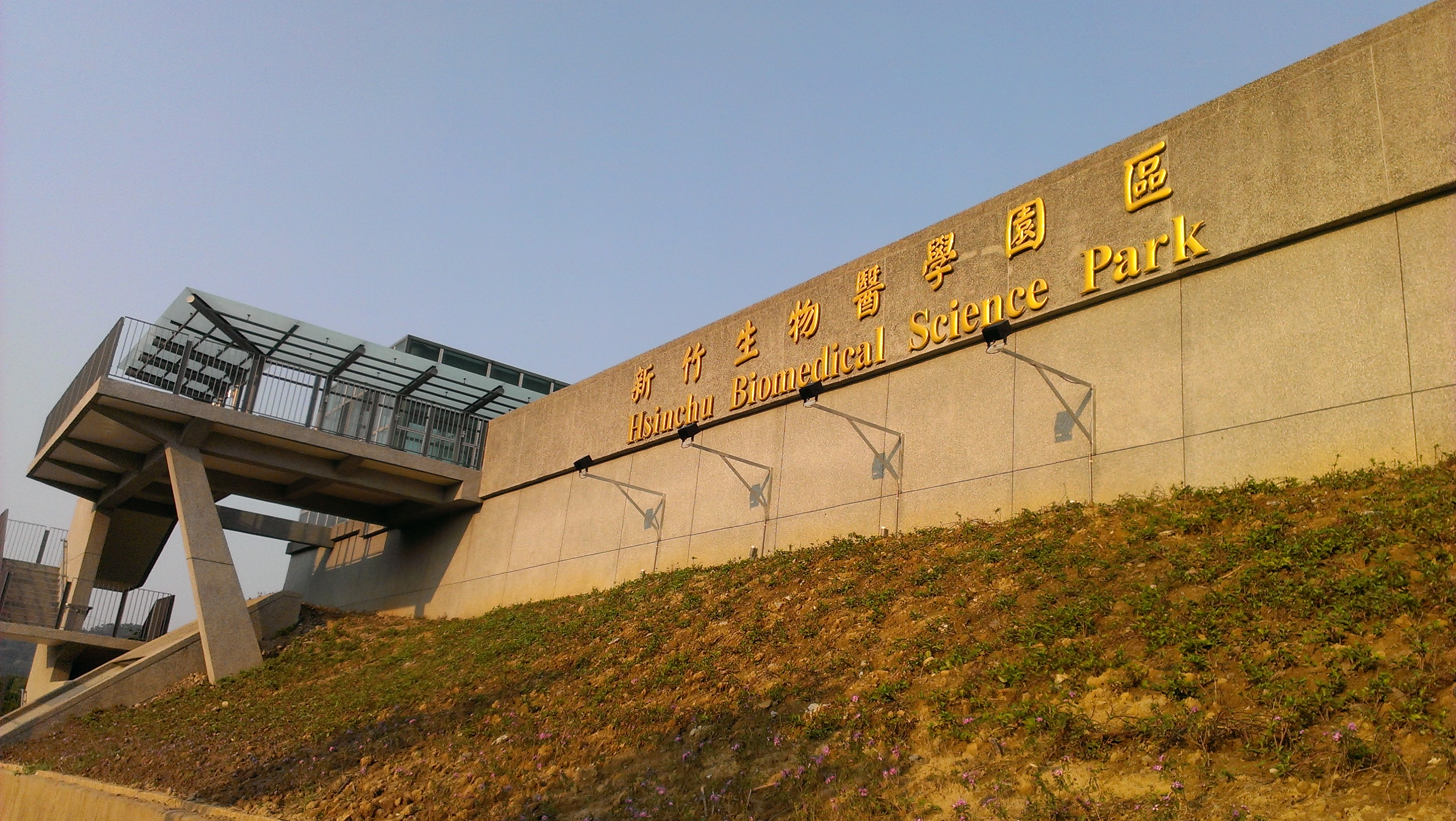
新竹生物醫學園區

位於新竹縣竹北市，目前有39間核准入區的廠商。

## 進駐廠商（僅列部分）

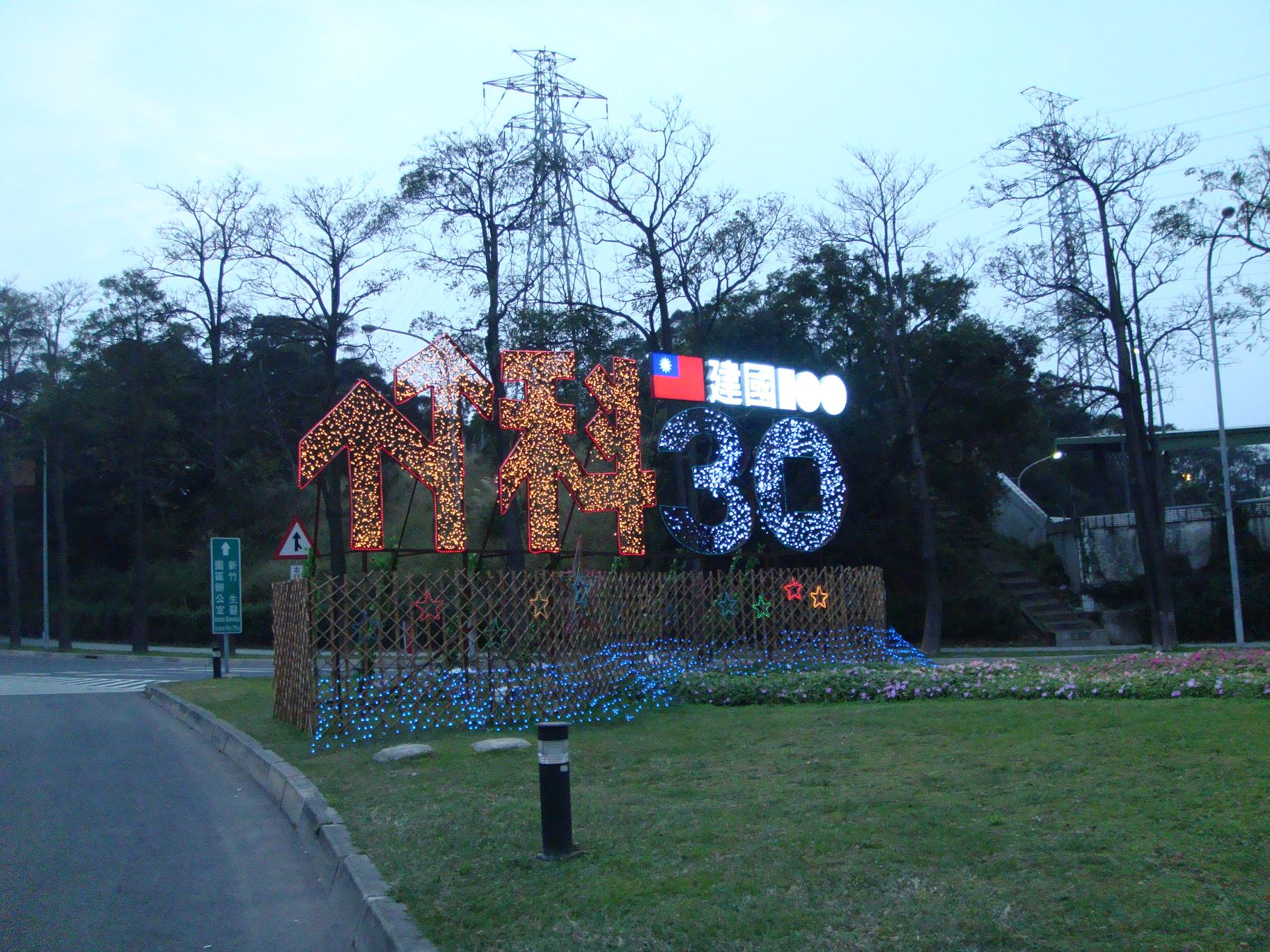
竹科30年紀念樹

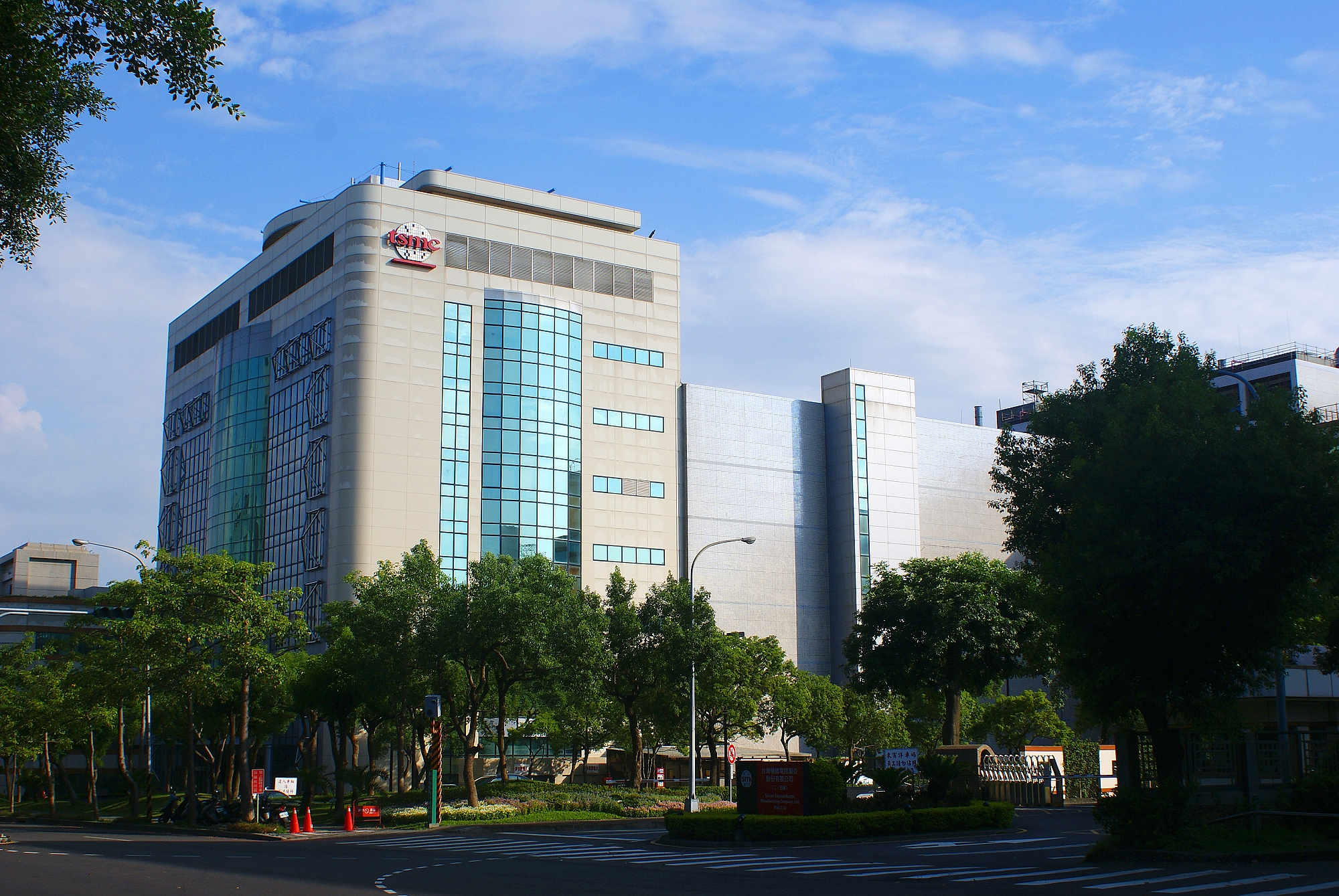
台積電位於新竹科學園區的晶圓五廠

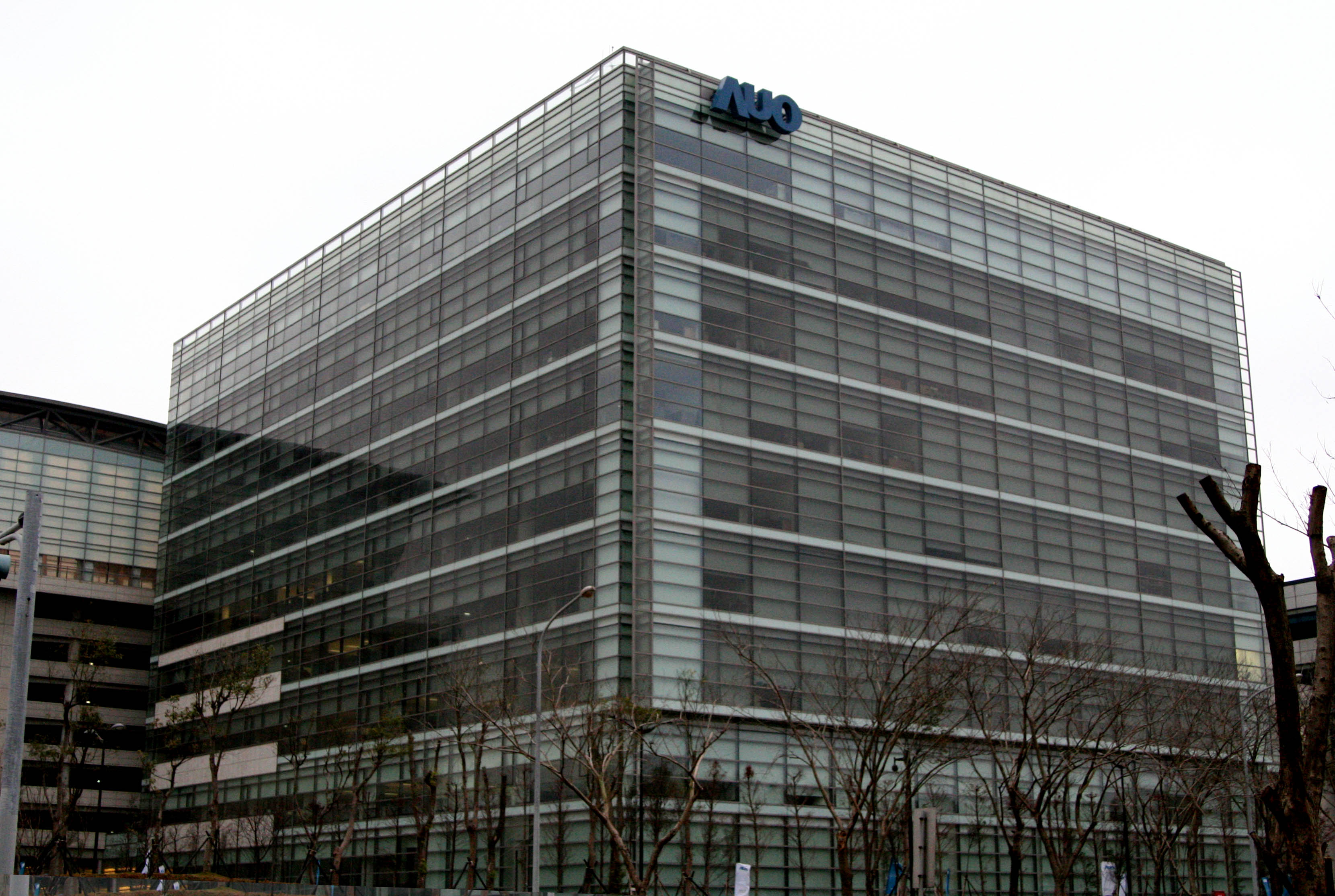
友達光電在新竹科學園區的廠房

| 半導體業           | 台積電 TSMC                            | 聯華電子 UMC                 | 力積電 Powerchip       |
| 半導體業           | 旺宏電子 MXIC                          | 新唐科技 Nuvoton             | 矽統科技 SIS           |
| 半導體業           | 聯發科 MediaTek                        | 瑞昱半導體 Realtek           | 頎邦科技 Chipbond      |
| 半導體業           | 凌陽創新 Sunplus                       | 聯陽半導體 ITE Tech.         | 合勤科技 Zyxel         |
| 半導體業           | 漢磊科技 EPISIL                        | 茂矽電子 MOSEL               | 漢民科技 HERMES-EPITEK |
| 半導體業           | 世界先進 VIS                           | 茂德科技 ProMOS              | 聯詠科技 NOVATEK       |
| 半導體業           | 南茂科技 ChipMOS                       | 創意電子 UNICHIP             | 威盛電子 VIA           |
| 半導體業           | 智原科技 faraday                       | 鈺創科技 Etron               | 台灣光罩 TMC           |
| 半導體業           | 微相科技 MLI                           | 致新科技 GMT                 | 科儀電子 KEST          |
| 半導體業           | 飛虹高科 ECMOS                         | 偉詮電子 Weltrend            | 沛亨半導體 ANALOG      |
| 半導體業           | 環球晶圓 Globalwafers                  | 台灣信越半導體 SEH-T         | 科林研發 Lam Research  |
| 半導體業           | 凱鈺科技 TMTECH                        | 力旺電子 eMemory             | 敦茂科技 DenMOS        |
| 半導體業           | 力成科技 PTI                           | 台灣美日先進光罩 PDMC        | 矽品精密 SPIL          |
| 光電業             | 友達光電 AUO                           | 中強光電 Coretronic          | 鼎元光電 tyntek        |
| 光電業             | 虹光精密 Avision                       | 晶元光電 EPISTAR             | 聯合再生能源 URE       |
| 光電業             | 台積固態照明 TSMC Solid State Lighting | 新世紀光電 GENESIS photonics | 隆達電子 Lextar        |
| 光電業             | 索爾思光電 Sourcephotonics             | 高輝光電 Kobrite             | 東盈光電 Lightwavelink |
| 光電業             | 行家光電 Maven Optronics               | 合盈光電 Hpbint              | 光磊科技 OPTO          |
| 電腦資訊及軟體產業 | 全景軟體 ChangingTec                   | 緯創資通 wistron             | 佳世達 Qisda           |
| 電腦資訊及軟體產業 | 東訊 Tecom                             | 核心智識 Coretech            | 敏盛科技 Teams         |
| 電腦資訊及軟體產業 | 長茂科技 EverMore                      | 艾迪訊科技 Claridy           | 研能科技 Microjet      |
| 醫療器材製造業     | 元健大和 Digibionic                    |                              |                        |

## 交通

### 公路
- 新竹交流道
- 寶山交流道
- 竹科交流道

### 鐵路
- 新莊車站

## 外部連結
- 新竹科學園區 （页面存档备份，存于）